# Mimmo Crao
Domenico „Mimmo“ Crao (* in Scilla, Kalabrien) ist ein italienischer Schauspieler der 1970er Jahre.

## Leben
Crao wurde in Scilla in Kalabrien geboren. Sein Filmschauspieldebüt gab er 1972 in einer Nebenrolle als Handlanger der Antagonisten im Western Drei Vaterunser für vier Halunken. Zwei Jahre später spielte er in einer Episode der Miniserie Orlando furioso mit. 1976 wirkte er im Film Müssen Männer schön sein? in der Rolle des François mit. 1977 war er im Fernsehmehrteiler Jesus von Nazareth in der Rolle des Thaddeus zu sehen. Im selben Jahr übernahm er im Film Yeti – Der Schneemensch kommt die Hauptrolle des gleichnamigen Yetis. Außerdem war 1977 auch als Nebendarsteller am Tierhorrorfilm Der Polyp – Die Bestie mit den Todesarmen beteiligt. Letztmals wirkte er als Schauspieler in einer Episode der Miniserie Un amore di Dostoevskij mit.

## Filmografie (Auswahl)
- 1972: Drei Vaterunser für vier Halunken (Il grande duello)
- 1974: Orlando furioso (Miniserie, Episode 1x03)
- 1976: Müssen Männer schön sein? (40 gradi all’ombra del lenzuolo)
- 1977: Jesus von Nazareth (Gesù di Nazareth, Fernsehmehrteiler)
- 1977: Yeti – Der Schneemensch kommt (Yeti – Il gigante del 20º secolo)
- 1977: Der Polyp – Die Bestie mit den Todesarmen (Tentacoli)
- 1978: Un amore di Dostoevskij (Miniserie, Episode 1x02)